# Tanya de Souza
Tanya de Souza est une joueuse de football française née le 18 août 1994 à Paris. Elle est actuellement coach assistante pour l'équipe de soccer de la Wagner College à Staten Island (New York).

## Parcours sportif

### Débuts
Après deux années de judo, Tanya décide en 2004 de faire du football après l'avoir découvert à l'école primaire. Elle démarre dans le club de Marolles avec des garçons. Pendant 2 saisons, elle évolue au poste d'attaquante avant d'être contrainte de rejoindre un club féminin, l'âge limite autorisé[réf. nécessaire] pour participer à une équipe mixte ayant été atteint.
En 2006, à la VGA Saint-Maur, Tanya continue sur sa lancée pendant deux ans, et, lors d'un tournoi, alors qu'il manquait une gardienne, elle se propose d'aller dans les buts, et depuis ce jour elle ne les a plus quittés.
En 2009, Tanya est sélectionnée par la Ligue de Paris Île-de-France de football pour disputer la Coupe Nationale Féminine U14. Son équipe remporte la Coupe.
À cette occasion, elle passe le concours national d'entrée des Pôles.
À la rentrée 2009, Tanya intègre le Pôle Espoir Interrégional féminin (Fédération française de football) de Liévin (Pas-de-Calais) durant tout le lycée en internat jusqu'à l'obtention de son baccalauréat scientifique avec mention en 2012 ; en mai 2010 le Pôle remporte le Championnat Excellence UNSS Cadettes.
Le 20 mai 2010 Tanya effectue sa première sélection en équipe de France U16 féminine face à l'Allemagne.

### Entrée en D1
En juillet 2010, elle opte pour le FCF Juvisy (club élite du football féminin français) et intègre le groupe D1.
Elle participe à la Ligue des champions féminine de l'UEFA en 2010-2011 et 2012-2013.

### Carrière sportive et universitaire américaine
Tanya a intégré l'équipe de soccer de l'Université d'État du Mississippi (Mississippi State University) où elle a commencé en parallèle un Bachelor of Business Administration (premier cycle) en septembre 2014. Tanya a commencé à participer avec cette université au championnat de première division du championnat universitaire américain (National Collegiate Athletic Association). Depuis son arrivée dans l'équipe et ses performances lors des rencontres, elle a hérité du surnom de « The French Wall » (« Le Mur Français »). En janvier 2017 Tanya de Souza décide de devenir une des Cowgirls d'Oklahoma State et de rejoindre l'Université d'État de l'Oklahoma à Stillwater ; son équipe remporte la même année le championnat de la Big 12 Conference. Diplômée en décembre 2017 de cette université, Tanya de Souza est coach assistante des Seahawks de Wagner College à Staten Island à New York depuis janvier 2018, université dans laquelle elle prépare également un Master of business administration (deuxième cycle) major Finance.

## Palmarès en équipe
- 2009 : Championne de France de la Coupe Nationale Féminine U14 à 9 SFR avec la Ligue de Paris Île-de-France de football.
- 2010 : Championne de France Excellence UNSS Cadettes avec le Lycée Henri Darras (Liévin).
- 2011 : 3e au championnat du monde du sport scolaire (Brésil).
- 2011 : Quarts de finale de la Ligue des champions féminine de l'UEFA
- 2012 : Vice-championne de France des moins de 19 ans (FCF Juvisy)
- 2013 : Vainqueur du Championnat d'Europe de football féminin des moins de 19 ans
- 2013 : Demi-finale de la Ligue des champions féminine de l'UEFA
- 2017 : Championne de soccer de la Big 12 Conference

## Distinctions personnelles
- 2010 : Médaille du Comité Départemental Olympique et Sportif du Val-de-Marne (CDOS 94), catégorie « Équipe, Athlète Niveau National ».
- 2016 : SEC Defensive Player of the Week (joueuse défensive de la semaine de la ligue universitaire américaine Southeastern Conference)
- 2017 : Trophée des Marollais remarquables, catégorie « Sport ».